# Флинс
Флинс или Флиенс (англ. Fleance) — легендарный персонаж шотландской истории, предок королевской династии Стюартов. Фигурирует в ряде исторических хроник XVI века, но наиболее известен как действующее лицо трагедии Уильяма Шекспира «Макбет». Здесь он изображён как сын Банко, ускользнувший от убийц, подосланных королём-узурпатором Макбетом. Флинс принимает незначительное участие в описываемых событиях, играя скорее символическую роль.
Согласно «Хроникам» Рафаэля Холиншеда, Флинс бежал от Макбета в Уэльс, где женился на Несте, дочери местного князя Грифида ап Лливелина. В этом браке родился сын Уолтер, перебравшийся в Шотландию и ставший королевским стюардом. Исследователи отмечают, что существование в XI веке шотландского вождя по имени Флинс возможно, но происхождение от него по мужской линии Стюартов полностью исключено: основатель этой династии, появившийся в Шотландии в XII веке, принадлежал к англо-нормандскому роду.
Флинс появляется во многих театральных постановках и экранизациях «Макбета».
Список экранизаций и исполнителей роли Флинса
- 1948 — Макбет (Джерри Фарбер);
- 1954 — Макбет (Джон Риз);
- 1965 — Макбет (Петер Хепворт);
- 2010 — Макбет (Берти Гилберт);
- 2021 — Трагедия Макбета (Лукас Баркер).

В фильме Акиры Куросавы «Трон в крови» (1957), который представляет собой вольную экранизацию «Макбета», Флинсу соответствует персонаж Ёситэру. Его сыграл Акира Кубо.